# Amandine Hesse
Amandine Hesse (Montauban, 16 januari 1993) is een tennisspeelster uit Frankrijk. Zij begon op vijfjarige leeftijd met tennis. Haar favoriete ondergrond is hardcourt. Zij speelt rechtshandig en heeft een tweehandige backhand. In 2012 won zij het ITF-toernooi van Le Gosier (Guadeloupe).
In 2008 maakte zij haar grandslamdebuut op het dubbelspeltoernooi van Roland Garros. Haar eerste grandslampartij in het enkelspel speelde zij in 2014 op Roland Garros. Op Roland Garros 2019 bereikte zij in het gemengd dubbelspel de kwartfinale, met landgenoot Benjamin Bonzi aan haar zijde.
In 2017 en 2018 maakte Hesse deel uit van het Franse Fed Cup-team – zij behaalde daar een winst/verlies-balans van 3–1.

## Posities op deWTA-ranglijst
Positie per einde seizoen:
| jaar | rang enkelspel | rang dubbelspel |
| ---- | -------------- | --------------- |
| 2007 | 1076           | –               |
| 2008 | –              | 695             |
|      |                |                 |
| 2010 | 762            | 569             |
| 2011 | 545            | 716             |
| 2012 | 418            | 720             |
| 2013 | 305            | 228             |
| 2014 | 197            | 152             |
| 2015 | 159            | 126             |
| 2016 | 207            | 225             |
| 2017 | 253            | 319             |
| 2018 | 228            | 495             |

## Resultaten grandslamtoernooien
| Legenda | Legenda                          |
| ------- | -------------------------------- |
| g.t.    | geen toernooi gehouden           |
| l.c.    | lagere categorie                 |
| –       | niet deelgenomen                 |
| G       | uitgeschakeld in de groepsfase   |
| 1R      | uitgeschakeld in de eerste ronde |
| 2R      | uitgeschakeld in de tweede ronde |
| 3R      | uitgeschakeld in de derde ronde  |
| 4R      | uitgeschakeld in de vierde ronde |
| KF      | uitgeschakeld in de kwartfinale  |
| HF      | uitgeschakeld in de halve finale |
| F       | de finale verloren               |
| W       | het toernooi gewonnen            |
| w-v     | winst/verlies-balans             |

### Enkelspel
| Toernooi        | 2014 | 2015 | 2016 | 2017 | 2018 |
| --------------- | ---- | ---- | ---- | ---- | ---- |
| Australian Open | –    | –    | –    | –    | –    |
| Roland Garros   | 1R   | 2R   | 1R   | 1R   | 1R   |
| Wimbledon       | –    | –    | –    | –    | –    |
| US Open         | 1R   | –    | –    | 1R   | –    |

### Vrouwendubbelspel
| toernooi        | 2008 |    | 2014 | 2015 | 2016 | 2017 | 2018 | 2019 |
| --------------- | ---- | -- | ---- | ---- | ---- | ---- | ---- | ---- |
| Australian Open | –    | –  | –    | –    | –    | –    | –    |      |
| Roland Garros   | 1R   | 1R | 2R   | 1R   | 1R   | 1R   | 1R   |      |
| Wimbledon       | –    | –  | –    | –    | –    | –    | –    |      |
| US Open         | –    | –  | –    | –    | –    | –    |      |      |

### Gemengd dubbelspel
| toernooi        | 2012 |    | 2019 |
| --------------- | ---- | -- | ---- |
| Australian Open | –    | –  |      |
| Roland Garros   | 1R   | KF |      |
| Wimbledon       | –    | –  |      |
| US Open         | –    |    |      |

## Palmares

### Gewonnen ITF-toernooien enkelspel
| nr. | finale     | toernooi       | dotatie | tegenstandster      | score         |
| --- | ---------- | -------------- | ------- | ------------------- | ------------- |
| 1.  | 2012-01-22 | Le Gosier      | $10.000 | Pauline Payet       | 7-5, 6-1      |
| 2.  | 2013-11-10 | Équeurdreville | $25.000 | Timea Bacsinszky    | 7-6, 3-6, 6-4 |
| 3.  | 2013-12-15 | Madrid         | $25.000 | Eva Birnerová       | 4-6, 6-0, 6-2 |
| 4.  | 2018-06-24 | Madrid         | $25.000 | Martina Di Giuseppe | 7-6, 4-6, 7-5 |